# Grange Motors
Grange Motors war ein Montagewerk für Kraftfahrzeuge und damit Teil der Automobilindustrie in Irland.

## Unternehmensgeschichte
Das Unternehmen hatte seinen Sitz in Dublin, genauer im Vorort Deansgrange. Dermot O’Cleary leitete es. In den 1950er Jahren wurden Automobile montiert. Die Teile kamen zunächst von Daimler-Benz und später von Hudson.
Nach 1957 verliert sich die Spur des Unternehmens. Es gibt Hinweise darauf, dass es in Motor Services Limited aufging. Deren Verbindung zu Motor Distributors ist unklar.

## Fahrzeuge
Etwa 1950 entstanden Fahrzeuge der Marke Mercedes-Benz.
Von 1953 bis 1957 wurden im Auftrag von Assemblers Hudson montiert.